# NGC 4567 y NGC 4568
NGC 4567 y NGC 4568 son dos galaxias interactuando que se encuentran en la constelación de Virgo y que muy posiblemente son miembros del Cúmulo de Virgo. NGC 4568 es una galaxia espiral con una inclinación intermedia y de magnitud aparente 11,7. NGC 4567, también galaxia espiral, aparece prácticamente de frente y su magnitud es 12,1. Visualmente, utilizando pequeños instrumentos aparecen como una mancha en forma de V. Informalmente se las ha llamado los "gemelos siameses".
Cómo prueban estudios realizados en el óptico y de su distribución de hidrógeno neutro (del que, cómo sucede con muchas otras galaxias del cúmulo, muestran cierta deficiencia), que muestran respectivamente una banda de polvo prominente dónde parecen unirse y algunas distorsiones en sus regiones más exteriores-, ambas galaxias, están en proceso de fusión. No obstante, por ahora no presentan fuertes signos de distorsión ni colas de marea al estar aun comenzando su acercamiento, mostrando un aspecto relativamente normal
La distancia a la que se encuentran varía según las fuentes, con valores entre 50 y 120 millones de años luz. Se han observado tres supernovas en NGC 4568, SN 1990B, SN 2004cc y SN 2023ijd, las primeras de tipo Ic y la última de tipo II, la primera de ellas llegó a alcanzar magnitud 14,4.